# BT (carro armato)
Il BT (russo: Быстроходные танки, Bystrokhodny tanki, "carro armato veloce"), fu una serie di carri armati sovietici prodotti in gran numero tra il 1932 e il 1941. Erano corazzati leggermente, ma ragionevolmente ben armati per l'epoca e possedevano una miglior mobilità di molti altri carri armati contemporanei. I BT erano anche conosciuti con il loro soprannome Betka o con il vezzeggiativo Betushka.

## Generalità
I carri armati BT furono «carri armati convertibili». Questa fu una caratteristica progettata da J. Walter Christie per ridurre l'usura degli inaffidabili cingoli degli anni trenta. In circa trenta minuti l'equipaggio poteva rimuovere i cingoli e attivare una trasmissione a catena che permetteva al carro armato di viaggiare ad alta velocità su strade. Nella modalità su ruote il carro armato sterzava girando le ruote frontali. Comunque le forze armate sovietiche trovarono poco pratica l'opzione convertibile, che consumava spazio e aggiungeva complessità, per un paese con poche strade lastricate. Questa caratteristica fu abbandonata nei successivi modelli sovietici.
I BT prestarono servizio nella guerra civile spagnola, in estremo oriente, nella guerra d'inverno contro la Finlandia, nell'invasione sovietica della Polonia e nella prima parte della seconda guerra mondiale. Il loro progetto servì da piattaforma per esperimenti di artiglieria semovente e schemi di disposizione di armatura avanzata. Ulteriori sviluppi condussero direttamente al famoso T-34.

## Produzione
Nel 1930 agenti dei servizi segreti sovietici OGPU e GRU della Amtorg Trading, un'organizzazione sovietica di commercio usata come copertura, usarono i loro contatti politici a New York per persuadere ufficiali del governo e dell'esercito statunitensi a fornire i piani e le specifiche del prototipo di carro armato Christie M1928 all'Unione Sovietica Almeno due carri armati Christie M1931 con le torrette rimosse furono successivamente acquistati negli Stati Uniti e inviati in Unione Sovietica con documenti falsi che li descrivevano come «trattori agricoli». Entrambi i carri armati furono consegnati con successo agli stabilimenti industriali Kharkovsky parozostoitelny zavod (KhPZ) a Kharkov in Ucraina. I carri armati originali di Christie vennero designati come «carri armati veloci» dai sovietici, abbreviato in BT. Basandosi sui prototipi di Christie e sui piani ottenuti, vennero completati nell'ottobre 1931 tre prototipi BT-2 e la produzione di massa iniziò nel 1932. La maggior parte dei BT-2 fu armata con cannoni da 37 mm e una mitragliatrice, ma la scarsità di cannoni da 37 mm portò a munire alcuni esemplari di tre mitragliatrici. Il BT-3 e i modelli successivi furono equipaggiati con un cannone da 45 mm. La corazza frontale inclinata del prototipo Christie M1931 venne mantenuta nei successivi progetti sovietici, che successivamente inclusero anche una corazza laterale inclinata.
Nel 1937 venne formato un nuovo team di progetto alla KhPZ, guidato dal progettista Mikhail I. Koshkin, per creare una nuova generazione di carri armati BT. La squadra propose un prototipo chiamato A-20, ma costruì anche una versione armata e corazzata più pesantemente chiamata A-32, un «carro armato universale» per rimpiazzare sia il carro armato di supporto fanteria T-26 che il carro armato di cavalleria BT-8. Il progetto fu controverso, ma la preoccupazione delle prestazioni dei carri armati sotto la minaccia della guerra lampo tedesca portò all'approvazione della versione più corazzata, che divenne il carro armato medio T-34.
Produzione:
- BT-5: 1.884
- BT-7: 5.328
- BT-8: 706

### Varianti
- BT-1: prototipi di Christie[3].
- BT-2: Modello 1932 - cannone da 37 mm, motore M-5 (copia del motore Liberty L-12 statunitense)[4].
- BT-5: torretta cilindrica più grande, cannone da 45 mm, mitragliatrice su affusto a sfera[5].
  - BT-5 Modello 1933: nuova torretta con sportelli gemelli, mitragliatrice coassiale [6].
  - BT-5PKh: variante con equipaggiato con snorkel (solo prototipo).
  - BT-5A: semovente armato con un obice da 76,2 mm (pochi esemplari).
  - BT-5: armato con lanciafiamme (solo prototipo).
  - PT-1A: variante anfibia con nuovo scafo (pochi esemplari).
- BT-7 Modello 1935: scafo saldato e riprogettato, nuovo motore M-17T (copia del BMW VI), silenziatore interno sulla marmitta[7].
  - BT-7 Modello 1937: nuova torretta con corazza inclinata.
  - BT-7TU: versione comando con antenna a filo anziché a ferro di cavallo.
  - BT-7A: semovente con obice da 76,2 mm.
  - OP-7: lanciafiamme con serbatoi esterni per il liquido infiammabile.
- BT-8 (1938, designazione del prototipo A-8; chiamato BT-7M nel servizio nell'Armata Rossa): nuovo motore diesel V-2 (basato sul motore d'aereo Hispano-Suiza 12Y) che rimpiazza i precedenti motori a benzina, due mitragliatrici DT: in affusto antiaereo P-40 sul tetto e in affusto a sfera sul retro della torretta.
- BT-42 - semovente d'assalto finlandese, BT-7 catturati che furono equipaggiati con obici da 114 mm britannici.
- BT-IS - Prototipo/test di concetto di armatura pesantemente inclinata, antesignana della corazza del T-34.
- BT-SW-2 Cherepakha ("tartaruga"): un altro prototipo che portò la pendenza dell'armatura ai massimi estremi.
- A-20: prototipo per un nuovo carro armato BT, con armatura spessa 20 mm, cannone da 45 mm, motore V2 diesel e sistema di propulsione 8x6 ruote convertibile. Perse durante le prove rispetto all'A-32 che venne ulteriormente migliorato e divenne il T-34.
- TTBT-5, TTBT-7: modello a guida remota.

### Specifiche
|                       | BT-2                 | BT-5             | BT-7             | BT-7A                 | BT-8             |
| Equipaggio            | 3                    | 3                | 3                | 3                     | 3                |
| Peso                  | 10,2 t               | 11,5 t           | 14 t             | 14,5 t                | 14,7 t           |
| Lunghezza             | 5,58 m               | 5,58 m           | 5,66 m           | 5,66 m                | 5,66 m           |
| Larghezza             | 2,23 m               | 2,23 m           | 2,29 m           | 2,29 m                | 2,29 m           |
| Altezza               | 2,20 m               | 2,25 m           | 2,42 m           | 2,52 m                | 2,42 m           |
| Corazzatura           | 6–13 mm              | 6–13 mm          | 6–13 mm          | 6–13 mm               | 6–22 mm          |
| Primario              | 37 mm Modello 30     | 45 mm Modello 32 | 45 mm Modello 35 | 76,2 mm Modello 27/32 | 45 mm Modello 38 |
| Quantità munizioni    | 96                   | 115              | 146              | 50                    | 146              |
| Mitragliatrice        | DT                   | DT               | DT               | 2×DT                  | 3×DT             |
| Tipo e potenza motore | Liberty L-12, 400 hp | M-5, 400 CV      | M-17T, 500 CV    | M-17T, 500 CV         | V-2, 450 CV      |
| Carburante            | 400 L benzina        | 360 L benzina    | 620 L benzina    | 620 L benzina         | 620+170 L diesel |
| Velocità su strada    | 100 km/h             | 72 km/h          | 86 km/h          | 86 km/h               | 86 km/h          |
| Rapporto Peso/potenza | 39 hp/t              | 35 hp/t          | 36 hp/t          | 34 hp/t               | 31 hp/t          |
| Autonomia             | 300 km               | 200 km           | 250 km           | 250 km                | 700 km           |
| Autonomia tattica     | 100 km               | 90 km            | 120 km           | 120 km                | 400 km           |

## Storia operativa
I carri armati BT furono usati in combattimento in molte occasioni prima della seconda guerra mondiale. Un battaglione di BT-5 combatté per la fazione repubblicana della guerra civile spagnola, dove i suoi cannoni da 45 mm potevano distruggere facilmente i carri armati leggeri tedeschi e italiani. Nelle schermaglie di confine contro il Giappone nel 1939 (inclusa la battaglia di Khalkhin Gol), vennero usati sia BT-5 che BT-7. Ancora una volta i BT superarono generalmente i carri armati leggeri nemici. Contro la Finlandia nella guerra d'inverno (principalmente BT-2 e BT-5) ebbero meno successo. Le forze finlandesi erano ben guidate, molto motivate e difendevano un terreno estremamente accidentato. I leggermente corazzati BT furono molto vulnerabili ai cannoni anticarro mimetizzati finlandesi.
Nella seconda guerra mondiale i BT-5 e BT-7 presero parte all'occupazione sovietica della Polonia orientale nel 1939 e parteciparono in gran numero alle battaglie del 1941. La maggior parte fu abbandonata o finì distrutta nella disastrosa campagna del 1941. Pochi continuarono a essere usati nel 1942, ma ormai erano abbastanza rari.
L'Armata Rossa pianificò di rimpiazzarli con il T-34 e aveva appena iniziato a farlo quando cominciò l'invasione tedesca (operazione Barbarossa).
In Estremo Oriente un numero significativo di BT-7 prese parte nell'agosto 1945 all'operazione August Storm contro il Giappone in Manciuria. Questa fu l'ultima azione di combattimento dei BT.

## Eredità tecnica
La serie BT fu numerosa e formò la cavalleria corazzata dell'Armata Rossa prima della seconda guerra mondiale, possedeva una mobilità di gran lunga migliore di altri progetti contemporanei di carri armati. Per questi motivi ci furono molte sperimentazioni e derivati del progetto base, la maggior parte dei quali condotti nella fabbrica di KhPZ a Kharkov.
La principale eredità dei BT fu il progetto del T-34, in gran parte derivato dal BT. Il T-34 possedeva molte innovazioni rispetto al BT, ma la discendenza è ovvia. Lungo la strada un importante sviluppo tecnico furono le serie BT-IS e BT-SW-2 di prototipi che testarono le tecniche di costruzione di veicoli con corazzature estremamente inclinate. Questi test condussero direttamente allo schema di armatura del T-34.
I BT furono usati anche come scafi per veicoli di supporto del genio e per test di mobilità. Una variante gettaponti aveva la torretta del T-38 e lanciava un ponte attraverso piccoli varchi. Carri armati standard vennero attrezzati con portafascine. L'RBT-5 era armato con un paio di pesanti lanciarazzi da artiglieria, uno su ciascun lato della torretta. Diversi progetti per cingoli molto larghi, incluse delle strane "scarpe da neve" vennero testate sui BT.
Il KBT-7 fu un veicolo comando corazzato completamente moderno che era allo stadio di prototipo allo scoppio della seconda guerra mondiale. Il progetto non venne sviluppato durante la guerra.
Nelle manovre di Kiev del 1936 vennero mostrati agli osservatori militari stranieri centinaia di BT in parata. Tra gli spettatori c'erano rappresentanti del British Army che ritornati in patria sostennero l'uso della sospensione Christie per i carri armati britannici. I carri armati britannici Cruiser Mk I, Mk VI Crusader e Mk VIII Cromwell usarono tutti le sospensioni progettate da Christie e usate sul BT.